# Randy Lewis
Randy Lewis (né le 15 novembre 1978 dans la paroisse de St Andrew) est un athlète grenadien, spécialiste du triple saut.
Il a réalisé 17,49 m à São Paulo le 22 mai 2008. En terminant 3e de la Finale mondiale de l'IAAF (17,01 m) à Stuttgart, il termine en tête du triple saut, avec un total de 70 points.
Il ne dépasse pas le seuil des qualifications ni aux Jeux olympiques à Pékin (17,06 m) ni aux Championnats du monde à Berlin l'année suivante (16,73 m).